# Pesäpallo

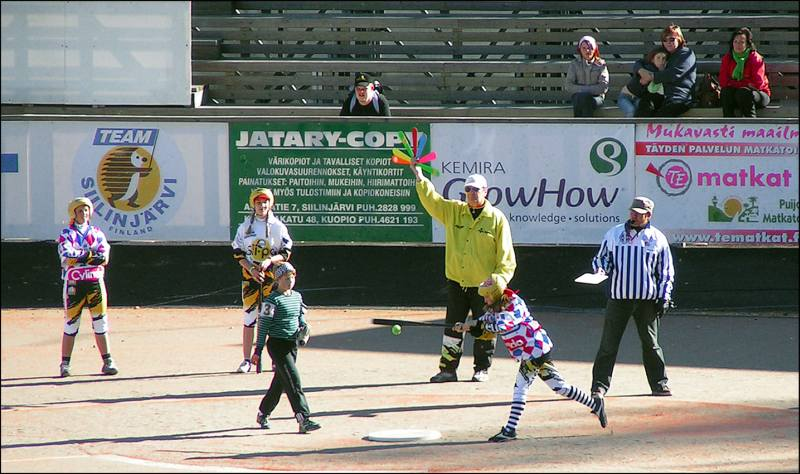
Jogo de pesäpallo.

O Pesãpallo, também conhecido como beisebol finlandês (português brasileiro) ou basebol finlandês (português europeu) (em finlandês:  pesäpallo; em sueco:  boboll) é um esporte coletivo criado na Finlândia. Só é jogado na Alemanha, Austrália, Canadá, Estônia, Finlândia, Japão, Nova Zelândia, Reino Unido, Suécia e Suíça, ou seja, somente em países que tenham comunidades finlandesas. O pesäpallo é o esporte nacional da Finlândia e quando a Olimpíada foi em Helsinque, tornou-se esporte de demonstração.
Suas regras são similares a outros esportes como brännboll (jogado na Escandinávia), rounders (jogado no Reino Unido), beisebol e lapta (jogados na Rússia).
Suas regras foram criadas por Lauri "Tahko" Pinkala nos anos de 1920. A Federação Finlandesa fez pequenas modificações nelas somente em 1990, mas o jogo pouco mudou.
O auge do pesäpallo foi em 1952, quando se tornou esporte demonstração das Olimpíadas de Helsinque. Na verdade, apenas um jogo foi disputado nos Jogos: a seleção da Federação Finlandesa derrotou a seleção dos Sindicatos dos Trabalhadores Finlandeses por 8 a 4.
O único país que tem uma liga profissional é a Finlândia. A liga profissional, Superpesis, conta com 12 equipes femininas e 11 masculinas.[carece de fontes?]
A Copa do Mundo de Pesäpallo é disputada de três em três anos e a última edição da competição foi em 2009.

## Regras

Campo de pesäpallo.

As principais diferenças entre o beisebol e o pesäpallo são:
- Há uma linha de fundo, que no beisebol não tem. A bola tem que quicar no campo antes desta linha para o home-run valer.
- Não há catcher.
- O arremesso do pitcher é similar ao do softbol.
- Strike é considerado sempre que a bola subir a pelo menos 1 m sobre a cabeça do rebatedor e desde que ela acerte o alvo.
- O walk exige menos arremessos errados.
- Pegar uma bola no ar não é um out automático. Mas ela exige que todos os jogadores retornem às suas bases de origem. Só será out se a bola chegar na base de origem antes dos jogadores.
- O rebatedor não precisa correr se acertar a bola depois do primeiro strike.
- O campo de jogo não tem o formato de diamante e as distâncias entre as bases são diferentes.

## Campeonatos mundiais
- 1992 - Finlândia
- 1997 - Finlândia
- 2000 - Austrália
- 2003 - Suécia
- 2006 - Alemanha
- 2009 - Finlândia
- 2012 - Austrália
- 2015 - Suíça